# بتري
قرية بتري إحدى قرى ولاية الجزيرة بجمهورية السودان. تبعد 20 كلم عن الخرطوم. تشتهر بمزارعها وشاطئها السياحي وقامت حولها من السنوات الأخيرة العديد من مصانع الحديد والصلب بالإضافة إلى مصنع أدوية وآخر للزيوت.وهي تقع علي شاطئ النيل الأزرق حيث يلفها النيل من ثلاثه اتجاهات من الجنوب والشرق والشمال مما يجعلها من المناطق المميزة حيث تمتاز بجوها البارد والهدوء والشاطئ الرملي المميز